# Abraham González Casanova
Abraham González Casanova (* 16. Juli 1985 in Cornellà de Llobregat) ist ein spanischer ehemaliger Fußballspieler.

## Karriere
González begann seine Karriere beim Zweitligisten FC Terrassa, mit dem er 2005 in die dritte Liga abstieg. 2007 wechselte er zum FC Barcelona. Sein Debüt für die Profis gab er in der 4. Runde der Copa del Rey 2008/09 gegen den FC Benidorm. Sein Erstligadebüt gab er am 38. Spieltag der Saison 2008/09 im Spiel gegen Deportivo La Coruña. 2009 wechselte er zum Zweitligisten FC Cádiz. Nach dem Abstieg 2010 ging er zum Zweitligisten Gimnàstic de Tarragona, wurde jedoch im Januar 2011 an den Ligakonkurrenten SD Ponferradina ausgeliehen. Mit Ponferradina stieg er ab. Im Sommer 2011 wechselte er zum Ligakonkurrenten AD Alcorcón, 2013 zum Erstligisten Espanyol Barcelona.
Nach drei Jahren in Barcelona ging er 2016 nach Mexiko zu UNAM Pumas, wurde ab 2018 an Lobos de la BUAP ausgeliehen und wechselte im Sommer 2019 zu CD Veracruz. Im Januar 2020 verließ er Mexiko nach dreieinhalb Jahren wieder gen Europa, wo er einen Zweijahresvertrag beim zyprischen Erstligisten AEK Larnaka unterschrieb. Nach zwei weiteren zyprischen Stationen beendete er seine Karriere.